# Гіфт Орбан
Гіфт Емманюель Орбан (англ. Gift Emmanuel Orban; нар. 17 липня 2002) — нігерійський футболіст, нападник німецького клубу Гоффенгайм 1899.
Виступав, зокрема, за клуби «Стабек» та «Гент».

## Ігрова кар'єра
Народився 17 липня 2002 року в штаті Бенуе. Вихованець футбольної школи клубу ФК «Бізон».
У дорослому футболі дебютував 2022 року виступами за команду «Стабек», в якій того року взяв участь у 22 матчах чемпіонату. Більшість часу, проведеного у складі «Стабека», був основним гравцем атакувальної ланки команди. У складі «Стабека» був одним з головних бомбардирів команди, маючи середню результативність на рівні 0,73 гола за гру першості.
До складу клубу «Гент» приєднався 2023 року. 12 березня 2023 року Гіфт оформив покер у переможному матчі 6–2 проти команди «Зюлте-Варегем». 15 березня нігерієць оформив хет-трик за 3 хвилини та 25 секунд в переможній грі 4–1 проти турецького клубу «Істанбул Башакшехір» у 1/8 фіналу Ліги конференцій. Це найшвидший хет-трик в історії Ліги конференцій. 13 травня 2023 року, Гіфт став автором хет-трику в переможній грі  на виїзді 4–0 проти команди «Серкль» (Брюгге). Загалом відіграв за команду з Гента 33 матчі в національному чемпіонаті.
18 січня 2024 року Гіфт підписав контракт з французьким клубом «Ліон».
2 січня 2025 року Орбан перейшов до німецького клубу Гоффенгайм 1899.

## Статистика виступів

### Статистика клубних виступів
Станом на 14 березня 2025
| Команда           | Сезон             | Ліга              | Ліга | Ліга  | Національний кубок | Національний кубок | Єврокубки | Єврокубки | Усього | Усього |
| Команда           | Сезон             | Дивізіон          | Ігор | Голів | Ігор               | Голів              | Ігор      | Голів     | Ігор   | Голів  |
| ----------------- | ----------------- | ----------------- | ---- | ----- | ------------------ | ------------------ | --------- | --------- | ------ | ------ |
| «Стабек»          | 2022              | Перший дивізіон   | 22   | 16    | 2                  | 3                  | –         | –         | 24     | 19     |
| «Гент»            | 2022–23           | Ліга Жупіле       | 16   | 15    | –                  | –                  | 6         | 5         | 22     | 20     |
| «Гент»            | 2023–24           | Ліга Жупіле       | 17   | 3     | 3                  | 0                  | 10        | 9         | 30     | 12     |
| «Гент»            | Разом             | Разом             | 33   | 18    | 3                  | 0                  | 16        | 14        | 52     | 32     |
| «Ліон»            | 2023–24           | Ліга 1            | 13   | 1     | 3                  | 2                  | —         | —         | 16     | 3      |
| «Ліон»            | 2024–25           | Ліга 1            | 3    | 2     | 0                  | 0                  | 2         | 0         | 5      | 2      |
| «Ліон»            | Разом             | Разом             | 16   | 3     | 3                  | 4                  | 1         | 0         | 21     | 5      |
| Гоффенгайм 1899   | 2024–25           | Бундесліга        | 10   | 4     | —                  | —                  | 0         | 0         | 10     | 4      |
| Усього за кар'єру | Усього за кар'єру | Усього за кар'єру | 81   | 41    | 8                  | 5                  | 18        | 14        | 107    | 60     |

1. 1 2  Виступи в Лізі конференцій Європи УЄФА
2. ↑  Виступи в Лізі Європи

## Титули і досягнення
- Найкращий бомбардир першого дивізіону Норвегії: 2022 (16 м'ячів, разом із Бардом Фінне)[12]